# Vogelsang (Odertal)
Vogelsang település Németországban, azon belül Brandenburgban. Lakosainak száma 720 fő (2023. december 31.).

## Népesség
A település népességének változása:
| Lakosok száma | 722  | 708  | 725  | 725  | 720  |
|               | 2017 | 2019 | 2021 | 2022 | 2023 |